# Fantomsmerte
Fantomsmerte er et fænomen, hvor smerte finder sted i et fantomlem, altså en legemsdel, som fysisk er mistet ved amputation eller en ulykke, eller som er livløst grundet adskillelse af nerverne. Smerten fremkommer som følge af processer i de smerteførende nerveceller i rygmarvens baghorn. Smerten kommer altså ikke fra legemsdelen selv, men er indbildt smerte forårsaget af smertemeldinger i nervesystemet. Det er derfor nødvendigt, at legemsdelen reelt har eksisteret, idet der i legemsdele, som har manglet ved fødslen, naturligvis ikke har eksisteret noget nervesystem. Da fantomsmerter forekommer i en ikke-eksisterende legemsdel, er det ofte vanskeligt at behandle. Man benytter antiepileptisk og antidepressiv medicin til at stille fantomsmerter. Det er dog forsøgt behandling med botox, som viser en lindring i smerterne, men denne behandling er endnu ikke godkendt.
Spejlterapi har været anvendt på fantomsmerter.
Denne terapiform synes at være effektiv omend de fleste videnskabelige studier der har undersøgt effektiviteten har været af begrænset kvalitet.
Modsat medicin, har spejlterapi ingen bivirkninger, og er, set fra en økonomisk synsvinkel, en billig form for smertelindring.